# نوکیا ان۹۳
نوکیا ان۹۳ یک‌نمونه از گوشی‌های تلفن همراه سری ان شرکت نوکیا می‌باشد که توسط همین شرکت به بازار عرضه شده‌است. این نمونه از امکاناتی مانند دریافت و ارسال فایل با مادون قرمز پشتیبانی می کرد از دیگر امکانات می توان به رادیو اتصال به تلویزیون با کابل av و دوربین سلفی با فلاش اشاره کرد 